# Oatlands (Surrey)
Oatlands – wieś w Anglii, w hrabstwie Surrey, w dystrykcie Elmbridge. Leży 27 km na południowy zachód od centrum Londynu.